# Microsoft Publisher
Microsoft Publisher est un logiciel de publication assistée par ordinateur (PAO) édité par Microsoft. Fin du support de Publisher en octobre 2026.

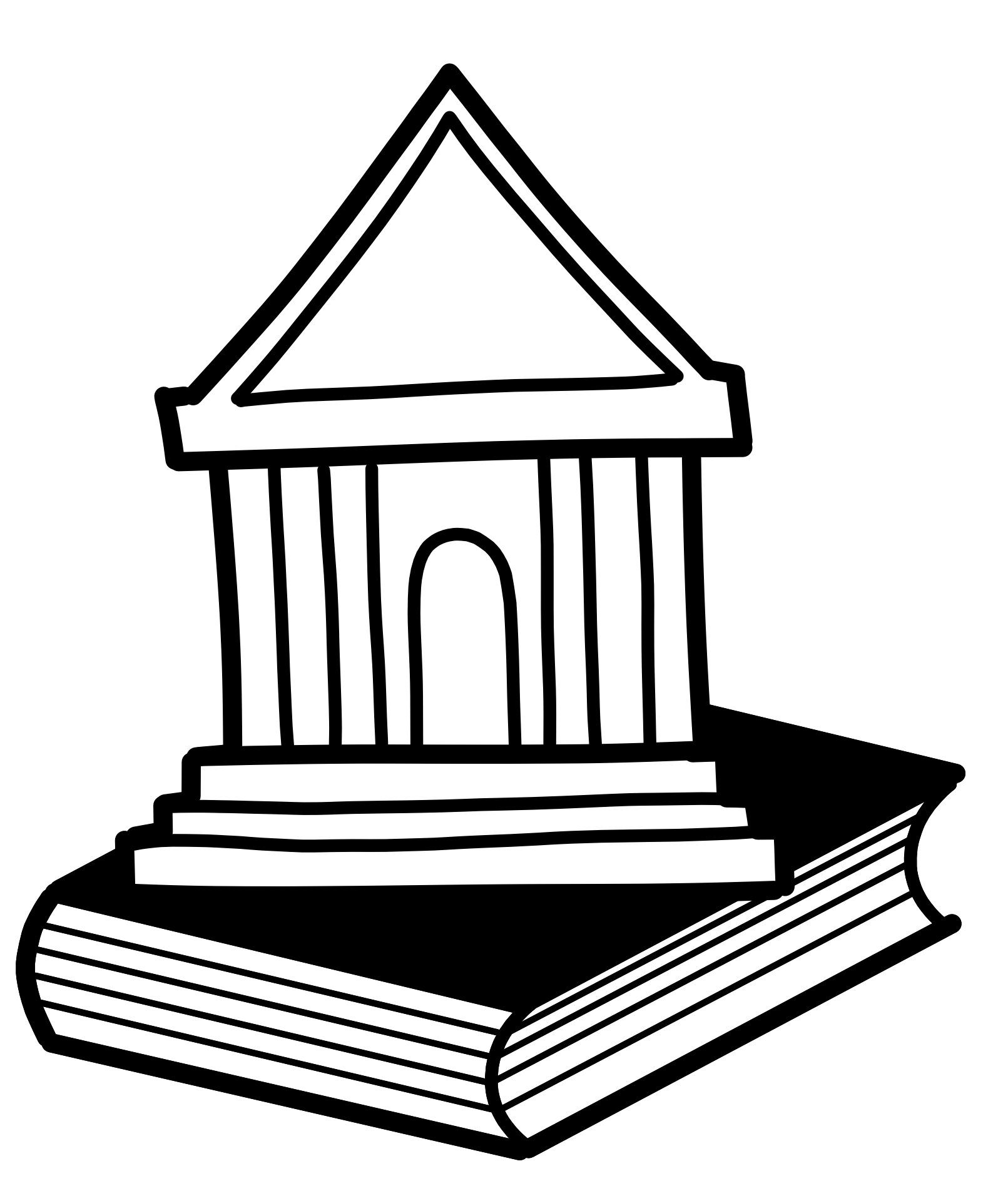
Ancien logo.

Il permet de réaliser des documents de communication de qualité semi-professionnelle.
Il offre de multiples fonctions :
- de création et de mise en forme des documents : multiples assistants, format de mise en page, modèles ;
- d'intégrations multimédia avec images, vidéos, sons et animations.

## Interopérabilité
Les concurrents directs de Publisher, à l'exception d'Adobe PageMaker, n'ont pas de filtre d'importation au format Publisher (extension .pub). Ceci signifie que les utilisateurs de Publisher doivent enregistrer leurs fichiers au format EMF ou PDF pour travailler en collaboration avec d'autres logiciels.
LibreOffice, depuis sa version 4.0 (novembre 2013), permet d'ouvrir nativement les fichiers Publisher dans LibreOffice Draw.
Depuis la version 1.5 de Scribus, sortie en fin mai 2015, il est maintenant possible d'ouvrir des fichiers Publisher.
L'extension PubOOo pour importation sous Apache OpenOffice et OpenOffice.org, permet d'importer les fichiers Publisher vers Impress (logiciel de présentation). Elle ne peut pas fonctionner sans une installation de Publisher sur le poste.

#### Publisher 2010
- Corinne Hervé, Microsoft Publisher 2010, Paris, ENI Éditions, coll. « Référence Bureautique », 2011, 340 p. (ISBN 978-2-7460-6823-0, présentation en ligne)

#### Publisher 2007
- Joyce Cox et Joan Preppernau, Microsoft Office Publisher 2007, Redmond, Microsoft Press, coll. « Step by Step », 2010, 256 p. (ISBN 978-0-7356-2299-9, présentation en ligne)
- Microsoft Publisher 2007, Paris, ENI Éditions, coll. « Référence Bureautique », 2007, 359 p. (ISBN 978-2-7460-3617-8, présentation en ligne)